# Sun Tiantian
Sun Tiantian (孙甜甜, Zhengzhou, 12 de Outubro de 1981) é um ex-tenista profissional chinesa, especialista em duplas 

## Grand Slam finais

### Duplas Mistas: 1 (1–0)
| Posição | Ano  | Campeonato          | Piso | Parceiro       | Oponentes                   | Placar        |
| ------- | ---- | ------------------- | ---- | -------------- | --------------------------- | ------------- |
| Campeã  | 2008 | Aberto da Austrália | Duro | Nenad Zimonjić | Sania Mirza Mahesh Bhupathi | 7–6(7–4), 6–4 |

## Olimpíadas

### Duplas: 1 final (1 Ouro)
| Posição | Ano  | Campeonato | Piso | Parceira | Oponentes                        | Placar   |
| ------- | ---- | ---------- | ---- | -------- | -------------------------------- | -------- |
| Ouro    | 2004 | Atenas     | Duro | Li Ting  | Conchita Martínez Virginia Ruano | 6–3, 6–3 |

## WTA Tour finais

### Simples 1 (1–0)
| Legenda: Antes 2009   | Legenda: Depois de 2009 |
| --------------------- | ----------------------- |
| Grand Slam (0)        |                         |
| Olimpíadas (0)        |                         |
| WTA Championships (0) |                         |
| Tier I (0)            | Premier Mandatory (0)   |
| Tier II (0)           | Premier 5 (0)           |
| Tier III (0)          | Premier (0)             |
| Tier IV & V (1/0)     | International (0)       |

| Posição | N. | Data                 | Torneio  | Piso | Oponente          | Placar   |
| Campeã  | 1. | 8 de Outubro de 2006 | Tashkent | Duro | Iroda Tulyaganova | 6–2, 6–4 |

## WTA Tour finais

### Duplas 22 (12–10)
| Legenda: Antes 2009   | Legenda: Depois de 2009 |
| --------------------- | ----------------------- |
| Grand Slam (0)        |                         |
| Olimpíadas (1/0)      |                         |
| WTA Championships (0) |                         |
| Tier I (0/1)          | Premier Mandatory (0)   |
| Tier II (1/1)         | Premier 5 (0)           |
| Tier III (7/3)        | Premier (0)             |
| Tier IV & V (4/3)     | International (0/1)     |

| Posição | N.  | Dat                     | Torneio      | Piso     | Parceira          | Oponentes                                | Placar             |
| Campeã  | 1.  | 14 de Junho de 2003     | Vienna       | Saibro   | Li Ting           | Yan Zi Zheng Jie                         | 6–3, 6–4           |
| Vice    | 1.  | 12 de Outubro de 2003   | Tashkent     | Duro     | Li Ting           | Yuliya Beygelzimer Tatiana Poutchek      | 3–6, 6–7(0–7)      |
| Campeã  | 2.  | 2 de Novembro de 2003   | Quebec City  | Duro (i) | Li Ting           | Els Callens Meilen Tu                    | 6–3, 6–3           |
| Campeã  | 3.  | 9 de Novembro de 2003   | Pattaya      | Duro     | Li Ting           | Wynne Prakusya Angelique Widjaja         | 6–4, 6–3           |
| Vice    | 2.  | 22 de Fevereiro de 2004 | Hyderabad    | Duro     | Li Ting           | Liezel Huber Sania Mirza                 | 6–7(1–7), 4–6      |
| Campeã  | 4.  | 22 de Agosto de 2004    | Olimpíadas   | Duro     | Li Ting           | Conchita Martínez Virginia Ruano Pascual | 6–3, 6–3           |
| Campeã  | 5.  | 3 de Outubro de 2004    | Guangzhou    | Duro     | Li Ting           | Yang Shujing Yu Ying                     | 6–4, 6–1           |
| Vice    | 3.  | 12 de Fevereiro de 2005 | Hyderabad    | Duro     | Li Ting           | Yan Zi Zheng Jie                         | 4–6, 1–6           |
| Campeã  | 6.  | 1º de Maio de 2005      | Estoril      | Saibro   | Li Ting           | Michaëlla Krajicek Henrieta Nagyová      | 6–3, 6–1           |
| Campeã  | 7.  | 12 de Fevereiro de 2006 | Pattaya City | Duro     | Li Ting           | Yan Zi Zheng Jie                         | 3–6, 6–1, 7–6(7–5) |
| Vice    | 4.  | 4 de Março de 2006      | Doha         | Duro     | Li Ting           | Daniela Hantuchová Ai Sugiyama           | 4–6, 4–6           |
| Campeã  | 8.  | 7 de Maio de 2006       | Estoril      | Saibro   | Li Ting           | Gisela Dulko María Sánchez Lorenzo       | 6–2, 6–2           |
| Campeã  | 9.  | 1º de Outubro de 2006   | Guangzhou    | Duro     | Li Ting           | Vania King Jelena Kostanić Tošić         | 6–4, 2–6, 7–5      |
| Vice    | 5.  | 15 de Abril de 2007     | Charleston   | Duro     | Peng Shuai        | Yan Zi Zheng Jie                         | 5–7, 0–6           |
| Vice    | 6.  | 26 de Maio de 2007      | Estrasburgo  | Saibro   | Alicia Molik      | Zheng Jie Yan Zi                         | 3–6, 4–6           |
| Vice    | 7.  | 17 de Junho de 2007     | Birmingham   | Grama    | Meilen Tu         | Chuang Chia-jung Chan Yung-jan           | 6–7(3–7), 3–6      |
| Vice    | 8.  | 19 de Outubro de 2007   | Guangzhou    | Duro     | Vania King        | Peng Shuai Yan Zi                        | 3–6, 4–6           |
| Campeã  | 10. | 7 de Outubro de 2007    | Toquio       | Duro     | Yan Zi            | Chuang Chia-jung Vania King              | 1–6, 6–2, [10–6]   |
| Campeã  | 11. | 14 de Outubro de 2007   | Bangkok      | Duro     | Yan Zi            | Ayumi Morita Junri Namigata              | w/o                |
| Campeã  | 12. | 9 de Março de 2008      | Bangalore    | Duro     | Peng Shuai        | Chan Yung-jan Chuang Chia-jung           | 6–4, 5–7, [10–8]   |
| Vice    | 9.  | 21 de Setembro de 2008  | Guangzhou    | Duro     | Yan Zi            | Mariya Koryttseva Tatiana Poutchek       | 3–6, 6–4, [8–10]   |
| Vice    | 10. | 20 de Setembro de 2009  | Guangzhou    | Duro     | Kimiko Date-Krumm | Olga Govortsova Tatiana Poutchek         | 6–3, 2–6, [8–10]   |